# Девушка, которая взрывала воздушные замки
Это статья о книге Стига Ларссона. О фильме Даниэля Альфредсона см. статью Девушка, которая взрывала воздушные замки (фильм).
«Девушка, которая взрывала воздушные замки» (швед. Luftslottet som sprängdes, буквальный перевод — «Воздушный замок, что был взорван») — детективный роман, заключительная книга трилогии «Миллениум» шведского писателя Стига Ларссона.
Книга опубликована впервые в Швеции в 2007 году, затем в 2009 году — в Великобритании. На русский язык переведена Анной Савицкой и выпущена в 2010 году издательствами Эксмо — в Москве и Домино — в Санкт-Петербурге.
В 2008 году удостоена премии «Стеклянный ключ». Была включена в список бестселлеров по версии Publishers Weekly за 2010 год.
В 2009 году на экраны вышла шведская экранизация книги. Режиссёр картины — Даниэль Альфредссон.

## Сюжет
Книга начинается с того, что Лисбет Саландер и её отца Александра Залаченко доставляют на вертолете в Сальмгренскую больницу. Таким образом, сюжет продолжается с момента, на котором закончилась предыдущая часть трилогии.

### Сальмгренская больница
После успешной операции по извлечению пули из головы Лисбет помещают в палату отделения интенсивной терапии. В двух палатах от неё лежит Залаченко, которого она ранила топором в его доме в Гессеборге. Сводный брат Саландер, белокурый гигант Рональд Нидерман, сбегает от полиции по причине халатности прибывшего на место происшествия офицера, отправившего на его поимку всего двух полицейских. Он угоняет полицейскую машину, прихватив с собой их табельное оружие. Нидерман пускает полицию по ложному следу, ведущему на юг страны, к границе с Данией, а сам ищет помощи у своих сообщников из байкерского клуба «Свавельшё МК», которые дают ему адрес их кассира и финансового эксперта Виктора Йораннссона. Нидерман убивает Йоранссона и его жену, забирает из сейфа в подвале их дома 800 тысяч крон, принадлежащих «Свавельшё МК» и скрывается на не засветившейся в полиции машине Йоранссона.
Эверт Гульберг, основатель и бывший руководитель «Секции» — тайного отдела Службы государственной безопасности, на протяжении многих лет покрывавшего и защищавшего Залаченко, просит бывшего соратника по «Секции» Фредрика Клинтона стать её действующим главой. Во избежание всплытия истории «Секции» наружу он предлагает устранить самого Залаченко, его дочь Саландер и журналиста Микаэля Блумквиста.
Для начала они склоняют на свою сторону ничего не подозревающего главу расследования, прокурора Рихарда Экстрёма. Психиатр клиники Святого Стефана Петер Телебориан, в которую «Секция» в 1991 году поместила Лисбет Саландер, убеждает Экстрёма ложной судебно-психиатрической экспертизой в том, что Саландер следует поместить в клинику, причём чем скорее, тем лучше. Отчёт о деле 1991 года, засекреченный СЭПО, оказывается якобы фальшивым, а настоящий отчет адекватен и содержит все основания, согласно которым в 1991 году Лисбет поместили в психиатрическую лечебницу. То, кто и зачем подменил фальшивый отчет копией, найденной Блумквистом и имеющейся в полиции — предмет якобы ведущегося расследования, и пока не удалось понять причины подмены. Экстрём охотно ведётся на лесть и решает сотрудничать с «Секцией», в надежде добиться для себя карьерного роста, поддерживая контакт со столь «высокопоставленными» лицами.
Больной раком Гульберг приходит в больницу к Залаченко и убивает того тремя выстрелами в голову. После этого он пытается покончить и с собой, правда, его госпитализируют и он ещё несколько месяцев умирает в больнице, оставаясь невменяемым. В отличие от него, Саландер сохраняет все математические и речевые способности, но из-за произошедшего её переводят в палату в самом конце отделения, к которой приставляют охранника. Адвокатом девушки становится сестра Микаэля Блумквиста Анника Джаннини, которой единственной разрешается посещать пациентку в предстоящее до суда время.
«Секция» тем временем аккуратно подстраивает самоповешение Гуннара Бьёрка, младшего сотрудника «Секции», работавшего над отчётом 1991 года с Телеборианом, как раз в момент, когда Бьёрк собирается уехать подальше и залечь на дно. У Блумквиста из квартиры крадут папку с отчётом и ставят его мобильный телефон на прослушку. То же совершается и с Анникой Джаннини. Блумквист вникает в ситуацию и решает начать делать вид, что отчёт потерян, на самом деле обладая ещё одной его копией.

### Контратака
Блумквист связывается с Драганом Арманским, который звонит главе отдела охраны конституции Службы государственной безопасности Торстену Эдклинту, и рассказывает ему о деле. Эдклинт со своей помощницей Моникой Фигуэролой начинают своё тайное расследование. После того, как ситуация подтверждается, Эдклинт связывается с министром юстиции Швеции и самим премьер-министром, которые утверждают проведение расследования, а затем встречаются с Блумквистом для обмена информацией. Премьер-министр и министр юстиции соглашаются на сроки публикации Блумквиста — к началу процесса над Саландер. У Фигуэролы с Блумквистом завязывается роман.
Блумквист убеждает врача Саландер протащить тайком к ней в палату её карманный компьютер Palm Tungsten T3. С помощью своего старого друга Курдо Бакси Блумквист находит уборщика больницы Идриса Хиди, который за небольшую плату и право оставить себе мобильный телефон кладёт последний в вентиляционную шахту рядом с палатой Лисбет для обеспечения доступа по Bluetooth в Интернет.

### История Бергер
Главный редактор «Миллениума» Эрика Бергер наконец решается рассказать о своём уходе в «Свенска Моргонпостен» коллективу редакции и переходит на новое место работы. Между тем Хенри Кортес, репортёр «Миллениума», находит материал о шведской компании, которая заказывает унитазы у компаний, внесенных в чёрный список ООН как эксплуатирующих детский труд. Впоследствии он также обнаруживает, что владелец компании Магнус Боргшё является акционером «Свенска Моргонпостен», то есть начальником Бергер. Блумквист даёт Бергер копию репортажа, и она решает выступить против Боргшё на заседании правления.
Тем временем Эрика Бергер начинает получать по электронной почте угрозы сексуального характера. Маньяк даже врывается в дом Бергер и крадёт её интимные фотографии, а также статью Кортеса. Бергер нанимает «Милтон Секьюрити» для защиты своей безопасности, и ей предоставляют в качестве охранника Сузанн Линдер. Лисбет Саландер, находящаяся в больнице, через Интернет узнаёт о произошедшем и связывается с Бергер, которая предоставляет ей доступ к редакции «СМП». Вскоре Саландер выясняет, что угрозы были разосланы коллегой Бергер по редакции Петером Фредрикссоном, который у самой Бергер никаких подозрений не вызывал. Сузанн Линдер выслеживает Фредрикссона у дома Бергер и сковывает наручниками. В доме Фредрикссона она уничтожает его жесткий диск и забирает украденное из дома Эрики. Она узнает, что Фредрикссон был одноклассником Бергер, которого та в своё время проигнорировала.
Однако Фредрикссон к тому времени уже успел отправить статью Кортеса Боргшё, и тот на следующий день вызывает Бергер к себе в кабинет. Бергер настаивает на своём и уходит из редакции, на прощание отдав распоряжение журналистам напечатать эту статью в «СМП». Боргшё и Фредрикссон вынуждены уволиться.
В один из дней перед судом Анника Джаннини передаёт Экстрёму объяснительную записку, в которой Саландер на 24 страницах рассказывает свою версию истории. «Секция» понимает, что Блумквист от них скрыл, и посылает двух сотрудников к типографии «Моргонгова», однако те вынуждены натолкнуться на патруль «Милтон Секьюрити». Дойдя до отчаянных мер, «Секция» поручает убить Блумквиста, и для этого нанимают югославов-головорезов братьев Николич, а заодно подбрасывают в квартиру Блумквисту 200 тысяч крон и кокаин. Последнее снимают камеры, установленные людьми Арманского в квартире Блумквиста. Моника Фигуэрола и её коллеги успевают предотвратить убийство, хотя и не без участия Микаэля. Между тем Саландер перевозят в камеру предварительного заключения.

### Суд
В суде Анника Джаннини систематически уничтожает основного свидетеля стороны прокурора — доктора Телебориана. Она доказывает, что имел место заговор в 1991 году в отношении Саландер, и что он продолжает иметь место. Она демонстрирует суду видеозапись Саландер, на которой доказывается факт её изнасилования Бьюрманом, который Телебориан отнес к плодам фантазии обвиняемой. Кроме того, Телебориан уличается во лжи под присягой благодаря демонстрации журнала Лисбет Саландер из клиники Святого Стефана, из которого явствует, что Телебориан продержал Саландер связанной 381 сутки, а не 30. После дачи показаний Телебориана арестовывают пришедшие в зал суда полицейские за хранение детской порнографии. Экстрём заявляет, что был дезинформирован. Суд отменяет решение о недееспособности Саландер и оправдывает её по всем пунктам обвинения.
Выпущенная на свободу Саландер отправляется за границу, чтобы забыть всё произошедшее. Она проводит несколько месяцев в Гибралтаре, где наносит визит своему финансовому поверенному Джереми МакМиллану. Потом она едет в Париж навестить Мириам Ву.

### Опись имущества
Как дочь Залаченко она наследует половину его состояния и имущества. Поначалу Лисбет не соглашается, однако Джаннини убеждает её в том, что у неё нет выбора. Вторая половина наследуется сестрой Лисбет Камиллой. Найдя в описи имущества заброшенный кирпичный завод, на ремонт которого по подозрительным причинам Залаченко в 2003 г. выделил 440 тысяч крон, она решает туда наведаться. Там она обнаруживает двух убитых русских девушек, которых оставили здесь умирать от голода, скрывшиеся в Прибалтике сообщники Нидермана, а также самого Рональда Нидермана, который нашёл здесь убежище на время последних событий. Живя на заводе, Нидерман справился со своими страхами и обдумывал планы по убийству сестры, а когда она сама к нему заявилась, удивился такой «божьей милости». У них завязывается бой, в результате которого Лисбет прибивает Нидермана к полу гвоздями. Она подавляет в себе соблазн убить брата и наводит на завод руководителя «Свавельшё МК», а также и полицию, предусмотрительно оставив на видном месте штык-нож. Байкер убивает им Нидермана, а затем погибает и сам, в панике вступив в перестрелку с полицией.
Саландер возвращается к себе в квартиру на Фискаргатан, в Стокгольм, и вечером к ней приезжает Блумквист. Книга и трилогия заканчиваются тем, как Лисбет решает «распахнуть ему дверь и снова впустить в свою жизнь».

## Действующие лица

### Главные герои
- Лисбет Саландер — девушка-хакер, жертва заговора спецслужб, упрятавших её в психиатрическую лечебницу.
- Микаэль Блумквист — друг Саландер, журналист скандально известного журнала «Миллениум».

### Второстепенные герои
- Александр Залаченко — бывший агент ГРУ, перебежчик, отец Саландер, «психопат, убийца и мучитель женщин»[Л 3], по мнению своей дочери.
- Эверт Гульберг — больной раком основатель и бывший руководитель «Секции» СЭПО, убийца Залаченко.
- Анника Джаннини — сестра Микаэля Блумквиста, адвокат Лисбет Саландер.
- Петер Телеборьян — психиатр, составивший лживые отчеты о Лисбет Саландер, арестованный за хранение детской порнографии у себя на компьютере.
- Ян Бублански — инспектор полиции, ведущий расследование.
- Моника Фигуэрола — сотрудник Отдела охраны конституции СЭПО.
- Эрика Бергер — бывший главный редактор «Миллениума», главный редактор «Свенска Моргонпостен», любовница и подруга Микаэля Блумквиста.

### Персонажи из жизни Стига Ларссона
- Сванте Бранден, специалист по судебной психиатрии и главврач Государственного управления судебной медицины Швеции консультирует Аннику Джаннини касательно отчета Петера Телеборьяна. Стиг Ларссон и Ева Габриэльссон снимали комнату у своего друга, психиатра по имени Сванте Бранден.[Л 4]
- Андерс Юнассон, лечащий врач Лисбет Саландер в Сальмгренской больнице, является протеже Андерса Якобссона, давнего друга Стига Ларссона и Евы Габриэльссон.[Л 4]
- Курдо Бакси, издатель журнала «Черно-белое» (англ. Black and White) и коллега Стига Ларссона по газете «Экспо» (англ. Expo) присутствует в книге в роли самого себя.[Л 3]
- Идрис Хиди — вполне вероятное искажение имени Идриса Ахмеди, соавтора Стига Ларссона по работе «Спор о чести: феминизм или расизм».[Л 5]